# Antonios Nikopolidis
Antonios Nikopolidis (grč. Αντώνης Νικοπολίδης) (Arta, Grčka, 14. siječnja 1971.) je grčki nogometni trener i bivši nogometni vratar kojeg se najviše pamti kao prvog vratara grčke reprezentacije koja je 2004. osvojila naslov europskog prvaka. Smatra se jednim od najvećih grčkih vratara ikad. Poslije igračke karijere je počeo raditi kao nogometni trener.

## Klupska karijera

### Panathinaikos
Nikopolidis je prve nogometne korake napravio u lokalnome klubu Anagennisi Arta nakon čega je u ljeto 1989. otišao u Panathinaikos. Tamo je prvotno bio drugi golman, iza standardnog Józefa Wandzika. Za klub je debitirao u sezoni 1990./91. protiv velikog rivala Olympiacosa. Prvim vratarom kluba postao je tek u sezoni 1997./98. u dobi od 26 godina. S klubom je u sezoni 2001./02. nastupao u Ligi prvaka te je bio ključan igrač koji je pomogao klubu da dođe do četvrtfinala natjecanja. Nakon što su u sezoni 2003./04. pregovori njega i kluba o potpisivanju novog ugovara propali, Nikopolidis je maknut iz prve momčadi a novim vratarom je postao Konstantinos Chalkias.
Panathinaikos je Nikopolidisu ponudio 400.000 eura godišnje ali vratar je smatrao da to nije u skladu s njegovim doprinosom klubu u posljednjih 15 godina niti mu je takva tržišna vrijednost. Zbog toga je vratar stavljen na klupu dok su grčki mediji i navijači Panathinaikosa isprva stali na Nikopolidisovu stranu, kritizirajući predsjednika Vardinogiannisa.
Neposredno prije početka EURO-a 2004. pojavile su se glasine da će Nikopolidis otići u redove rivala Olympiacosa što se u konačnici i ostvarilo.

### Olympiacos
Nikopolidis je neposredno prije početka Europskog prvenstva u Portugalu, potpisao s Olympiacosom trogodišnji ugovor koji je iznosio 600.000 eura godišnje. Zbog toga su ga navijači Panathinaikosa koji su ga isprva obožavali, sada počeli mrziti.
U prvom derbiju protiv bivšeg kluba Nikopolidis nije primio pogodak te je s Olympiacosom osvojio dva uzastopna naslova grčkog prvaka (2005. i 2006.). Time je ujedno postao i prvi grčki igrač u povijesti koji je osvojio tri naslova grčkog prvaka s dva različita kluba. Nikopolidis se pokazao kao važan vratar kluba koji je dobro branio u najvažnijim Olympiacosovim utakmicama. Primjer toga bile su njegove obrane jedanaesteraca protiv Real Madrida, AS Rome i Rosenborga u Ligi prvaka. Time je postao prvi vratar Olympiacosa koji nije primio pogodak iz penala u Ligi prvaka. Taj rekord nastavio je i u sezoni 2007./08. gdje je obranio najviše jedanaesteraca, uključujući i one protiv bivšeg Panathinaikosa i solunskog PAOK-a.
Nikopolidis je na kraju sezone 2009./10. najavio da se planira povući iz aktivnog igranja nogometa. Međutim, vratar je svoju odluku povukao na inzistiranje Socratesa Kokkalisa. 16. lipnja 2010. je potpisao ugovor o produljenju za još jednu godinu nakon čega se namjerava povući.
14. prosinca 2010. vratar je sudjelovao u međunarodnoj "8. utakmici protiv siromaštva" koja je odigrana u Grčkoj. Početkom 2011. trener kluba Ernesto Valverde se dogovorio s igračima da će Nikopolidis braniti utakmice grčkog kupa a mladi vratar Urko Rafael Pardo prvenstvene utakmice. Nikopolidis je to prokomentirao riječima: "Pardo će do kraja sezone dokazati da može biti novi standardni vratar kluba."
Međunarodni Institut za nogometnu povijest i statistiku (IFFHS) je objavio popis najboljih vratara u posljednjem desetljeću a u njega je uvršten i Nikopolidis. Također, vratar se nalazi i na popisu najboljih vratara od 1987. do 2011.

## Reprezentativna karijera
Nikopolidis je debitirao za grčku reprezentaciju 18. kolovoza 1999. na utakmici protiv El Salvadora. Nastupao je u kvalifikacijskim ciklusima za SP 2002. i EURO 2004. Na Europskom prvenstvu 2004. u Portugalu, Nikopolidis je bio prvi vratar reprezentacije koja je senzacionalno osvojila zlato. Završetkom EURO-a Nikopolidis je uvršten u All Star momčad turnira. Vratar je za reprezentaciju nastupio i sljedeće godine na Kupu konfederacija koji je održan u Njemačkoj.
Nakon što se Theodoros Zagorakis igrački umirovio 2007., Nikopolidis je postao novi reprezentativni kapetan. Međutim, nakon visokog 4:1 poraza od Turske, novi kapetan je postao Angelos Basinas.
Grčka se kvalificirala na Euro 2008 dok je Nikopolidis na utakmici protiv Rusije napravio presudne pogreške. Reprezentacija je izgubila sve tri utakmice u skupini te kao aktualni europski prvak ispala iz daljnjeg natjecanja bez osvojenog boda. Nakon toga vratar se 15. lipnja 2008. oprostio od reprezentacije tvrdeći da je tu odluku donio prije početka europskog prvenstva te navodeći da je vrijeme za veliku promjenu u grčkoj reprezentaciji. S 90 nastupa za Grčku, Nikopolidis je do danas reprezentativni vratar s najviše nastupa.

## Osvojeni trofeji

### Klupski trofeji
| Klub          | Natjecanje      | Godina |
| Grčka         | Grčka           | Grčka  |
| ------------- | --------------- | ------ |
| Panathinaikos | Grčko prvenstvo | 1990.  |
| Panathinaikos | Grčko prvenstvo | 1991.  |
| Panathinaikos | Grčko prvenstvo | 1995.  |
| Panathinaikos | Grčko prvenstvo | 1996.  |
| Panathinaikos | Grčko prvenstvo | 2004.  |
| Panathinaikos | Grčki kup       | 1991.  |
| Panathinaikos | Grčki kup       | 1993.  |
| Panathinaikos | Grčki kup       | 1994.  |
| Panathinaikos | Grčki kup       | 1995.  |
| Panathinaikos | Grčki kup       | 2004.  |
| Panathinaikos | Grčki Superkup  | 1993.  |
| Panathinaikos | Grčki Superkup  | 1994.  |
| Olympiacos    | Grčko prvenstvo | 2005.  |
| Olympiacos    | Grčko prvenstvo | 2006.  |
| Olympiacos    | Grčko prvenstvo | 2007.  |
| Olympiacos    | Grčko prvenstvo | 2008.  |
| Olympiacos    | Grčko prvenstvo | 2009.  |
| Olympiacos    | Grčki kup       | 2005.  |
| Olympiacos    | Grčki kup       | 2006.  |
| Olympiacos    | Grčki kup       | 2008.  |
| Olympiacos    | Grčki kup       | 2009.  |
| Olympiacos    | Grčki Superkup  | 2007.  |

### Reprezentativni trofej
| Portugal   | Portugal |
| Natjecanje | Trofej   |
| ---------- | -------- |
| EURO 04'   | Zlato    |

### Individualni trofeji
| Nagrada               | Godina |
| --------------------- | ------ |
| Najbolji grčki vratar | 2006.  |
| Najbolji grčki vratar | 2007.  |
| Najbolji grčki vratar | 2008.  |
| Najbolji grčki vratar | 2009.  |

## Zanimljivosti
Antonios Nikopolidis zbog sijede kose ima upečatljivu sličnost s holywoodskim glumcem Georgeom Clooneyjem. Taj nadimak su mu dodijelili europski mediji tokom Europskog prvenstva u Portugalu 2004.